# WrestleMania VI
WrestleMania VI foi o sexto evento de luta livre profissional WrestleMania produzido pela World Wrestling Federation (WWF) e transmitido em formato pay-per-view, sendo o primeiro a ser realizado fora dos Estados Unidos. Aconteceu em 1 de abril de 1990 no SkyDome em Toronto, Ontário, Canadá com uma assistência anunciada de 67.678 – o recorde de público do Skydome até aquela data.
Além de seu recorde de público, o evento é provavelmente melhor lembrado pelo "The Ultimate Challenge" – o evento principal entre Hulk Hogan (campeão mundial peso-pesado da WWF) contra The Ultimate Warrior (campeão intercontinental), onde ambos os títulos estavam em jogo. Warrior venceu o combate e se tornou no campeão da WWF.
Também no WrestleMania VI, Brutus Beefcake foi a primeira pessoa a fazer um pin em Curt Hennig, conhecido na altura como Mr. Perfect.

## Resultados
| Nº                                          | Resultados                                                                                               | Estipulações                                                                   | Tempo        |
| ------------------------------------------- | --- | ------------------------------------------------------------------------------ | ------------ |
| Dark                                        | Paul Roma derrotou The Brooklyn Brawler                                                                  | Luta individual                                                                | Desconhecido |
| 1                                           | Rick Martel derrotou Koko B. Ware                                                                        | Luta individual                                                                | 3:51         |
| 2                                           | Demolition (Ax e Smash) derrotou The Colossal Connection (André the Giant e Haku) (c) (com Bobby Heenan) | Luta de duplas pelo WWF Tag Team Championship                                  | 9:30         |
| 3                                           | Earthquake (com Jimmy Hart) derrotou Hercules                                                            | Luta individual                                                                | 4:52         |
| 4                                           | Brutus Beefcake derrotou Mr. Perfect (com The Genius)                                                    | Luta individual                                                                | 7:48         |
| 5                                           | Roddy Piper vs. Bad News Brown terminou em dupla contagem                                                | Luta individual                                                                | 6:48         |
| 6                                           | The Hart Foundation (Bret Hart e Jim Neidhart) derrotou The Bolsheviks (Nikolai Volkoff e Boris Zhukov)  | Luta de duplas                                                                 | 0:19         |
| 7                                           | The Barbarian (com Bobby Heenan) derrotou Tito Santana                                                   | Luta individual                                                                | 4:33         |
| 8                                           | Dusty Rhodes e Sapphire (com Miss Elizabeth) derrotaram Randy Savage e Sensational Queen Sherri          | Luta de duplas mistas                                                          | 7:52         |
| 9                                           | The Orient Express (Sato e Tanaka) (com Mr. Fuji) derrotou The Rockers (Shawn Michaels e Marty Jannetty) | Luta de duplas                                                                 | 7:38         |
| 10                                          | Jim Duggan derrotou Dino Bravo (com Jimmy Hart e Earthquake)                                             | Luta individual                                                                | 4:15         |
| 11                                          | Ted DiBiase (c) (com Virgil) derrotou Jake Roberts por contagem                                          | Luta individual pelo Million Dollar Championship                               | 11:50        |
| 12                                          | The Big Boss Man derrotou Akeem (com Slick)                                                              | Luta individual                                                                | 1:49         |
| 13                                          | Rick Rude (com Bobby Heenan) derrotou Jimmy Snuka                                                        | Luta individual                                                                | 3:59         |
| 14                                          | The Ultimate Warrior derrotou Hulk Hogan                                                                 | Luta individual pelo WWF Intercontinental Championship e pelo WWF Championship | 22:51        |
| (c) – Refere-se aos campeões antes da luta. | |                                                                                |              |

## Outros
- Comentadores: Jesse Ventura e Gorilla Monsoon
- Anunciador de ringue: Howard Finkel